# Huta (gromada w powiecie czarnkowskim)
Huta – dawna gromada, czyli najmniejsza jednostka podziału terytorialnego Polskiej Rzeczypospolitej Ludowej w latach 1954–1972.
Gromady, z gromadzkimi radami narodowymi (GRN) jako organami władzy najniższego stopnia na wsi, funkcjonowały od reformy reorganizującej administrację wiejską przeprowadzonej jesienią 1954 do momentu ich zniesienia z dniem 1 stycznia 1973, tym samym wypierając organizację gminną w latach 1954–1972.
Gromadę Huta z siedzibą GRN w Hucie utworzono – jako jedną z 8759 gromad na obszarze Polski – w powiecie czarnkowskim w woj. poznańskim, na mocy uchwały nr 18/54 WRN w Poznaniu z dnia 5 października 1954. W skład jednostki weszły obszary dotychczasowych gromad Gębiczyn i Huta ze zniesionej gminy Czarnków oraz obszary dotychczasowych gromad Komorzewo i Przybychowo ze zniesionej gminy Połajewo w tymże powiecie. Dla gromady ustalono 13 członków gromadzkiej rady narodowej.
1 lipca 1968 do gromady Huta włączono miejscowość Gębice z gromady Czarnków w tymże powiecie.
31 grudnia 1971 gromadę zniesiono, a jej obszar włączono do gromad: Czarnków (miejscowości Gębice, Gębiczki, Huta i Komorowo) i Połajewo (miejscowość Przybychowo) w tymże powiecie.